# حوزه انتخابیه گلپایگان و خوانسار
حوزهٔ انتخابیه گلپایگان و خوانسار یکی از حوزه‌های استان اصفهان برای انتخابات مجلس شورای اسلامی است. این حوزه به مرکزیت گلپایگان ۱ نماینده دارد.

## نمایندگان
فهرست نمایندگان حوزه انتخابیه گلپایگان و خوانسار

### دورۀ نهم
1. سید محمدحسین میرمحمدی

### دورۀ دهم
1. علی بختیار[۱]

## پی‌نوشت و منبع
1. 1 2  «فارس گزارش می‌دهد
مجلس دهم در «راند» دوم تکمیل شد/ اصولگرایان و اصلاح طلبان چند کرسی در مجلس آینده دارند؟ + جدول». خبرگزاری فارس. 1392/02/11. بایگانی‌شده از اصلی در 13 سپتامبر 2016. دریافت‌شده در 1399/10/13. تاریخ وارد شده در |بازبینی=،|تاریخ= را بررسی کنید (کمک)

- «جدول حوزه‌های انتخابیه در انتخابات نهمین دورهٔ مجلس شورای اسلامی» (PDF). مرکز پژوهش و سنجش افکار صدا و سیما. بایگانی‌شده از اصلی (PDF) در ۵ اكتبر ۲۰۱۸. دریافت‌شده در ۱۸ مارس ۲۰۱۶. تاریخ وارد شده در |archive-date= را بررسی کنید (کمک)